# Детлеф Кірхгофф
Детлеф Кірхгофф (нім. Detlef Kirchhoff, 21 травня 1967) — німецький академічний веслувальник.
Срібний призер Олімпійських Ігор 1988 (розпашні двійки зі стерновим), 1996 (вісімки) років, бронзовий призер 1992 року в складі вісімки, учасник 2000 року.
Чемпіон світу 1990 (розпашні четвірки зі стерновим), 1995 (вісімки), 1998 (розпашні двійки без стернового) років, срібний призер 1993 року в складі розпашної двійки без стернового.